# John Wisdom
John Wisdom (Leyton, 12 settembre 1904 – Cambridge, 9 dicembre 1993) è stato un filosofo inglese.
È considerato un appartenente alla scuola della filosofia del linguaggio di Cambridge. Fu influenzato da George Edward Moore, Ludwig Wittgenstein e Sigmund Freud,
È rinomato per la famosa parabola del Giardiniere invisibile, racconto a forma di dialogo sulla esistenza o meno di Dio.
Egli riconosce come la metafisica sia un tentativo di aprire nuovi orizzonti, nuovi problemi che, pur non trovando una risposta, possono invece generare idee e problemi che posseggano una soluzione. Il filosofo, per Wisdom, è un creatore ed uno scopritore, e scopritori furono Cristoforo Colombo, Pasteur, Lev Tolstoj, Dostoevskij, Proust

## Opere principali
- Interpretation and Analysis. (1931)
- Problems of Mind and Matter. (1934)
- "Philosophical Perplexity". Proceedings of the Aristotelian Society, 1936-37.
- Other Minds. (1952)
- Philosophy & PsychoAnalysis. (1953)
- Paradox and Discovery. (1965)
- Proof and Explanation (The Virginia Lectures 1957). (1991)